# 페키니즈

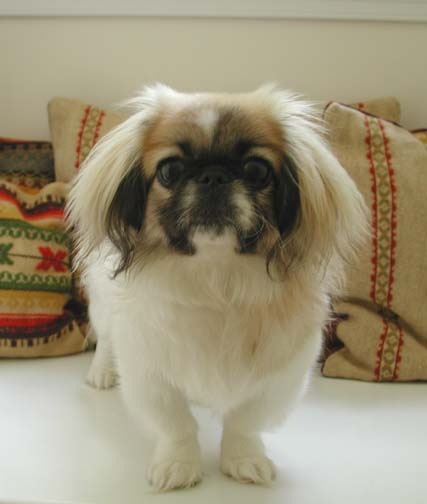
생후 8개월된 페키니즈

페키니즈(Pekingese, 중국어: 狮子狗)는 중국이 주요 원산지인 견종이다.
속설에 의하면 진시황 때부터 궁정 안에서 신성한 개로 키워 왔다. 황실에서 많은 인기를 얻었으며, 황제들이 소매에 넣고 다녔다고 한다. 페키니즈를 본 평민은 절을 해야 했으며, 이 견종을 훔칠 경우에는 사형에 처해졌다고 한다. 제 2차 아편전쟁 때, 살아남은 모든 페키니즈를 죽이라는 황제의 엄명에도 살아남은 페키니즈 5마리가 영국군에 의해 포획되면서 영국의 빅토리아 여왕에게 전해졌던 것으로 보이게 된다.
체격을 보면 체고는 대략 20cm 정도이다. 몸무게는 3.2kg에서 6.2kg까지 나간다. 뻣뻣한 털이 몸 전체를 덮고 있으며 귀·가슴 등에 길고 탐스러운 장식털이 빽빽이 자라 있으며, 털 색깔도 다양하다. 털색은 하얀색이 제일 흔하지만, 실버, 그레이, 황색 등 여러 색이 있다.
페키니즈들은 운동을 좋아하지만 조그만 아파트라도, 집안에서도 사육 환경이 아주 좋지만, 주요 유의 질병은 폐암, 척추디스크, 피부질환, 슬개골탈구 등이다.

## 같이 보기
- 사자춤